# Decimonoveno problema de Hilbert
El problema decimonoveno de Hilbert (uno de los conocidos como veintitrés Problemas de Hilbert, publicados en 1900 por el matemático alemán David Hilbert), pregunta si las soluciones de problemas regulares en el cálculo de variaciones son siempre analíticas. Informalmente, y quizás menos directamente, dado que el concepto de Hilbert de un "problema variacional regular" identifica precisamente un problema variacional cuyas ecuaciones de Euler-Lagrange son una ecuación diferencial parcial elíptica con coeficientes analíticos, El decimonoveno problema de Hilbert, a pesar de su afirmación aparentemente técnica, simplemente pregunta si, en esta clase de ecuación en derivadas parciales, cualquier función solución hereda la estructura relativamente simple y bien entendida de la ecuación resuelta. El decimonoveno problema de Hilbert fue resuelto de forma independiente a finales de la década de 1950 por Ennio de Giorgi y John Forbes Nash.

## Historia

### Los orígenes del problema
"Uno de los hechos más notables en los elementos de la teoría de las funciones analíticas me parece ser este: que existen ecuaciones diferenciales parciales cuyas integrales son todas necesariamente funciones analíticas de las variables independientes, es decir, en resumen, ecuaciones que solo son susceptibles de soluciones analíticas."
David Hilbert (Hilbert, 1900, p. 288) (traducción por Mary Frances Winston Newson)

David Hilbert presentó el ahora llamado problema decimonoveno de Hilbert en su discurso en el segundo Congreso Internacional de Matemáticos. En (Hilbert, 1900, p. 288) afirma que, en su opinión, uno de los hechos más destacables de la teoría de las funciones analíticas es que existen clases de ecuaciones diferenciales parciales que admiten solo ese tipo de funciones como soluciones, aduciendo la ecuación de Laplace, la ecuación de Liouville, la superficie minimal y una clase de ecuaciones diferenciales parciales lineales estudiadas por Charles Émile Picard como ejemplos. Luego observa el hecho de que la mayoría de las ecuaciones diferenciales parciales que comparten esta propiedad son la ecuación de Euler-Lagrange de un tipo de problema variacional bien definido, que presenta las siguientes tres propiedades:
(1)     {\displaystyle {\iint F(p,q,z;x,y)dxdy}={\text{Mínimo}}\qquad \left[{\frac {\partial z}{\partial x}}=p\quad ;\quad {\frac {\partial z}{\partial y}}=q\right]},
(2)     {\displaystyle {\frac {\partial ^{2}F}{\partial ^{2}p}}\cdot {\frac {\partial ^{2}F}{\partial ^{2}q}}-\left({\frac {\partial ^{2}F}{{\partial p}{\partial q}}}\right)^{2}>0},
(3)      {\displaystyle F} es una función analítica en todos sus argumentos p, q, z, x e y.
Hilbert llama a este tipo de problema variacional un "problema variacional regular": la propiedad (1) significa que ese tipo de problemas variacionales son problemas de mínimo, la propiedad (2) es la condición de elipticidad en las ecuaciones de Euler-Lagrange asociadas al funcional dado, mientras que la propiedad (3) es un supuesto simple de regularidad de la función F. Habiendo identificado la clase de problemas a tratar, entonces plantea la siguiente pregunta: - " ... ¿tiene cada ecuación diferencial parcial de Lagrange de un problema de variación regular la propiedad de admitir integrales analíticas exclusivamente?" y pregunta además si este es el caso incluso cuando se requiere que la función asuma, como sucede con el problema de Dirichlet en la función potencial, valores de frontera que son continuos, pero no analíticos.

### El camino hacia la solución completa
Hilbert planteó su decimonoveno problema como un problema de regularidad para una clase de ecuación diferencial parcial elíptica con coeficientes analíticos, por lo tanto los primeros esfuerzos de los investigadores que buscaron resolverlo se dirigieron a estudiar la regularidad de las soluciones clásicas de las ecuaciones pertenecientes a esta clase. Para las soluciones C 3 , el problema de Hilbert fue respondido positivamente por Sergei Natanovich Bernstein (1904) en su tesis: demostró que las soluciones C 3  de ecuaciones analíticas elípticas no lineales en 2 variables son analíticas. El resultado de Bernstein fue mejorado en los años por varios autores, como Petrowsky (1939), que redujeron los requisitos de diferenciación de la solución necesarios para demostrar que es analítica. Por otro lado, los métodos directos en el cálculo de variaciones mostraron la existencia de soluciones con propiedades de diferenciabilidad muy débiles. Durante muchos años hubo una brecha entre estos resultados: se sabía que las soluciones que podían construirse tenían segundas derivadas integrables cuadráticas, que no eran lo suficientemente fuertes para alimentar la maquinaria que podía demostrar que eran analíticas, puesto que necesitaban la continuidad de las primeras derivadas. Este vacío fue llenado de forma independiente por Ennio de Giorgi (1956-1957) y John Forbes Nash (1957-1958). Pudieron demostrar que las soluciones tenían primeras derivadas que eran continuas de Hölder, lo que por resultados anteriores implicaba que las soluciones son analíticas siempre que la ecuación diferencial tenga coeficientes analíticos, completando así la solución del decimonoveno problema de Hilbert.

### Contraejemplos a varias generalizaciones del problema
La respuesta afirmativa al decimonoveno problema de Hilbert dada por Ennio De Giorgi y John Forbes Nash planteó la cuestión de si la misma conclusión es válida también para las ecuaciones de Euler-Lagrange de funcional más generales: a finales de la década de 1960,Maz'ya (1968),De Giorgi (1968) y Giusti y Miranda (1968) se construyeron de forma independiente varios contraejemplos, que muestran que, en general, no hay esperanzas de probar este tipo de resultados de regularidad sin agregar más hipótesis.
Precisamente,Maz'ya (1968) dio varios contraejemplos que involucran una sola ecuación elíptica de orden mayor que dos con coeficientes analíticos: para los expertos, el hecho de que este tipo de ecuaciones pudieran tener soluciones no analíticas e incluso no suaves causó sensación.De Giorgi (1968) y Giusti y Miranda (1968) dieron contraejemplos que muestran que en el caso de que la solución tenga un valor vectorial en lugar de un valor escalar, no es necesario que sea analítica: el ejemplo de De Giorgi consiste en un sistema elíptico con coeficientes acotados, mientras que el de Giusti y Miranda tiene coeficientes analíticos. Más tarde,Nečas (1977) proporcionó otros ejemplos más refinados para el problema de valores vectoriales.

## Teorema de De Giorgi
El teorema clave demostrado por De Giorgi es una estimación a priori que establece que si u es una solución de una ecuación en derivadas parciales lineal de segundo orden estrictamente elíptica adecuada de la forma
{\displaystyle D_{i}(a^{ij}(x)\,D_{j}u)=0}
y {\displaystyle u} tiene primeras derivadas integrables cuadradas, entonces {\displaystyle u} es continua de Hölder.

## Aplicación del teorema de De Giorgi al problema de Hilbert
El problema de Hilbert pregunta si los minimizadores {\displaystyle w} de una energía funcional como
{\displaystyle \int _{U}L(Dw)\,\mathrm {d} x}
son analíticos. Aquí {\displaystyle w} es una función en algún conjunto compacto {\displaystyle U} de R n, {\displaystyle Dw} es su vector gradiente y {\displaystyle L} es el Lagrangiano, una función de las derivadas de {\displaystyle w} que satisface ciertas condiciones de crecimiento, suavidad y convexidad. La suavidad de {\displaystyle w} se puede demostrar usando el teorema de De Giorgi como sigue. Las ecuaciones de Euler-Lagrange para este problema variacional son la ecuación no lineal
{\displaystyle \sum \limits _{i=1}^{n}(L_{p_{i}}(Dw))_{x_{i}}=0}
y diferenciar esto con respecto a {\displaystyle x_{k}} da
{\displaystyle \sum \limits _{i=1}^{n}(L_{p_{i}p_{j}}(Dw)w_{x_{j}x_{k}})_{x_{i}}=0}
Esto significa que {\displaystyle u=w_{x_{k}}} satisface la ecuación lineal
{\displaystyle D_{i}(a^{ij}(x)D_{j}u)=0}
con
{\displaystyle a^{ij}=L_{p_{i}p_{j}}(Dw)}
así que según el resultado de De Giorgi, la solución w tiene primeras derivadas continuas de Hölder, siempre que la matriz {\displaystyle L_{p_{i}p_{j}}} esté acotada. Cuando este no es el caso, se necesita un paso más: se debe demostrar que la solución {\displaystyle w} es continua de Lipschitz, es decir, el gradiente {\displaystyle Dw} es una función {\displaystyle L^{\infty }}.
Una vez que se sabe que w tiene (n+1) derivadas continuas de Hölder para algún n≥1, entonces los coeficientes aij tienen n derivadas continuas de Hölder, por lo que un teorema de Schauder implica que las (n+2) derivadas también son continuas de Hölder, por lo que repetir esto infinitamente a menudo demuestra que la solución w es suave.

## Teorema de Nash
Nash dio una estimación de continuidad para las soluciones de la ecuación parabólica
{\displaystyle D_{i}(a^{ij}(x)D_{j}u)=D_{t}(u)}
donde u es una función acotada de x1, ..., xn, t, definida para t≥0. Según su estimación, Nash pudo deducir una estimación de continuidad para soluciones de la ecuación elíptica
{\displaystyle D_{i}(a^{ij}(x)D_{j}u)=0} considerando el caso especial en el que u no depende de t.